# ألكسيس هنتر
ألكسيس هنتر (بالإنجليزية: Alexis Hunter) هي رسامة ومصورة نيوزيلندية، ولدت في 4 نوفمبر 1948 في أوكلاند في نيوزيلندا، وتوفيت في 24 فبراير 2014 في لندن في المملكة المتحدة بسبب تصلب جانبي ضموري.

## وصلات خارجية
- الموقع الرسمي